# Aulus Postumi Albí (pretor)
Aulus Postumi Albí (llatí: Aulus Postumius Albinus) va ser un magistrat romà del segle i aC. Formava part de la gens Postúmia, una antiga família d'origen patrici.
Va rebre el rang de pretor per a dirigir la flota romana l'any 89 aC durant la guerra Màrsica. Va ser assassinat pels seus propis soldats sota l'acusació de què preparava una traïció, però en realitat pel tracte cruel que els donava. Sul·la, que llavors era llegat del cònsol Luci Porci Cató va unir aquestes tropes a les seves, però no les va castigar.